# Пођо Умбрикио (Терамо)
Пођо Умбрикио (итал. Poggio Umbricchio) је насеље у Италији у округу Терамо, региону Абруцо.
Према процени из 2011. у насељу је живело 78 становника. Насеље се налази на надморској висини од 681 м.